# Paterno
Paterno község (comune) Olaszország Basilicata régiójában, Potenza megyében.

## Fekvése
A megye keleti részén fekszik, az Agri folyó völgyében. Határai: Marsico Nuovo, Marsicovetere, Padula és Tramutola.

## Története
1973-ig Marsico Nuovóhoz tartozott.

## Népessége
A népesség számának alakulása:

## Főbb látnivalói
- Santa Maria dell’Alto-bazilika
- Santa Maria delle Grazie sulla Collina-templom
- Cristo al Monte-templom
- San Giacomo-templom
- SS. Annunziata-templom
- Santa Maria della Valle di Josaphat-templom